# Richard Shelby
Richard Shelby Craig (Birmingham, 6 de maio de 1934) é um político americano.
É o mais antigo senador do Alabama, originalmente eleito para o Senado como um democrata, Shelby mudou-se para o Partido Republicano em 1994, quando este ganhou a maioria no Congresso. É membro do comitê sobre assuntos bancários, habitação e assuntos urbanos.
Nascido em Birmingham, Alabama , Shelby é formado em direito pela Universidade de Alabama em Tuscaloosa, onde ele passou a servir como promotor da cidade (1963-1971). Durante este período, ele trabalhou como magistrado distrito norte do Alabama (1966-1970) e procurador adjunto do Alabama (1969-1971). Em 1978 ele foi eleito para o Estados Unidos Câmara dos Deputados a partir do 7 º Distrito, onde ele estava entre um grupo de conservadores democratas conhecidos como gorgulhos boll. Shelby venceu uma eleição apertada em 1986 para o Senado dos EUA, como um democrata. Originalmente eleito como um democrata, Shelby mudou para o Partido Republicano em 1994, quando os republicanos ganharam a maioria no Congresso no meio do primeiro mandato do presidente Bill Clinton. Ele foi reeleito com ampla vantagem em 1998 e tem enfrentado nenhuma oposição eleitoral desde então.
Com uma reputação como um republicano moderado, Shelby tem tomado posições conservadoras sobre a fiscalidade, o aborto e a imigração, ao mesmo tempo se aliando com a postura dos Democratas em outras questões, tais como opostos acordos de livre comércio e votando contra a Lei Gramm-Leach-Bliley. Durante a década de 1990 ele era um forte opositor dos gastos da administração Clinton e as políticas fiscais, ao apoiar algumas medidas de controle de armas. Ele serviu no Comitê Seleto de Inteligência, onde ele lutou contra os líderes da CIA e tentou restringir a divulgação de informações ao público.

## Início de Vida
Shelby nasceu em Birmingham, Alabama, filho de Alice e Houston Ozie Shelby. Ele freqüentou a Universidade de Alabama, recebendo um diploma de graduação em 1957 e um de Doutor em 1963.
Shelby vive atualmente em Tuscaloosa com sua esposa, Annette Nevin Shelby. Eles têm dois filhos, Richard Jr., e Claude Nevin.

## Início de carreira
Shelby foi um procurador da cidade de Tuscaloosa entre 1963 a 1971. De 1966 a 1970, foi um magistrado para o distrito do norte de Alabama.
Shelby iniciou a sua carreira como membro do legislativo do Senado de Alabama em 1970, servindo até 1978, quando ele foi eleito para a Câmara dos Deputados. Ele foi reeleito três vezes.

## Shelby no Senado

### Eleições
Em 1986, Shelby ganhou a nomeação do Partido Democrata para a cadeira no Senado ganhando de Jeremiah Denton, o primeiro republicano eleito para o Senado do Alabama desde a Reconstrução. Ele venceu a eleição  muito perto como os democratas recuperaram o controle do Senado.Ele foi facilmente reeleito em 1992, assim como Bill Clinton perdeu votos eleitorais do Alabama.
Em 9 de novembro de 1994, Shelby mudou sua filiação partidária para os republicanos, um dia depois de os republicanos ganharam o controle do Colégio Eleitoral no Estado, dando aos republicanos uma maioria de 53-47 no Senado. Ele cumpriu seu primeiro mandato completo como um republicano em 1998 por uma margem grande, e não enfrentou oposição significativa em 2004.
Shelby continua a ser popular no Alabama. A pesquisa mostrou setembro 2009,que teve um índice de aprovação de 58%, com 35% de desaprovação.

### Anos 80 e 90
Shelby publicamente rivalizou com Bill Clinton durante a primeira metade do primeiro mandato de Clinton. Em uma reunião com o vice-presidente Al Gore, virou-se para 19 câmeras de TV e denunciou o programa Clinton como "alta de impostos, baixa sobre cortes de gastos".
Shelby serviu na comissão no Senado de Inteligência entre 1995 a 2003, descendo por causa de uma regra do Senado limita termos comissão a oito anos. Shelby tomou uma posição contraditória em relação à comunidade de inteligência durante os governos Clinton e Bush. Ele ajudou a afundar Anthony Lake nomeação como diretor da CIA em 1997 e prometeu investigar o uso de satélites norte-americanos pelos chineses para coleta de inteligência.
O Senador Shelby tem apoiado diversas medidas de controle de armas apresentadas por democratas, incluindo o Crime Bill , patrocinado pelo então senador Joseph Biden, que instituiu um período de espera nacional para a compra de arma, bem como a proibição federal sobre armas de fogo semi-automático. Em 1998, Shelby votou em uma lei que exigia a compra de uma trava do gatilho com a venda de cada arma. Armeiros que não cumprem são culpados de um crime federal e e multa civil de até 10.000 dólares para cada omissão.

### Anos 2000

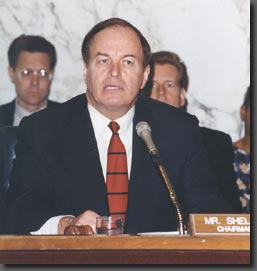
O Senador Shelby presidindo o comitê do Senado na operação bancária, Habitação e Assuntos Urbanos

Shelby foi crítico do diretor da CIA, George Tenet, no rescaldo dos atentados de 11 de setembro de 2001.Quando Tenet renunciou em julho de 2004, Shelby, comentou: "Esta não é uma surpresa para mim em tudo. O que foi uma surpresa foi que ele manteve o trabalho, desde que ele fez.
De 2003 a 2007 presidiu o Comitê de Bancos, Habitação e Assuntos Urbanos do Senado. Também é membro do Comitê de Apropriações (onde ele presidiu a Subcomissão de Comércio, Justiça e Ciência) e a Comissão Especial sobre o envelhecimento. Ele perdeu a presidência em 2007, quando os democratas recuperaram o controle do Senado.
Em 2004 uma investigação federal concluiu que Shelby revelou informações classificadas para a mídia, quando era membro do Comite de Inteligência do Senado. Especificamente Shelby revelou informações classificadas em 19 de junho de 2002 a Carl Cameron, o correspondente chefe político na Fox News. As informações consistiu de duas mensagens interceptadas pela Agência de Segurança Nacional em 10 de setembro de 2001, mas só foram traduzidas para o dia seguinte aos ataques - "o jogo está prestes a começar" e "amanhã é zero hora." O Departamento de Justiça recusou-se a apresentar acusações criminais contra Shelby e transferiu o caso ao Comitê de Ética do Senado, que rejeitou a sua investigação sobre o vazamento alegado.
Shelby, em seu papel como presidente do Comitê Bancário do Senado sobre, Habitação e Assuntos Urbanos, opôs-se a legislação proposta que teria permitido o aumento da concorrência no sector dos seguros.

## Comissões
- Comitê do Senado sobre Dotações
- Subcomissão de Comércio, Justiça e Ciência (Membro Ranking)
- Subcomissão de Defesa
- Subcomissão de Energia e Desenvolvimento da Água
- Subcomissão da Segurança Interna
- Agências Subcomissão de Trabalho, Saúde e Serviços Humanos, Educação e relacionados
- Agências Subcomissão de Transporte, Habitação e Desenvolvimento Urbano
- Comitê do Senado sobre o sector bancário, Habitação e Assuntos Urbanos
- Comitê do Senado sobre o Envelhecimento

## Histórico Eleitoral
Eleição no Senado de 1986:

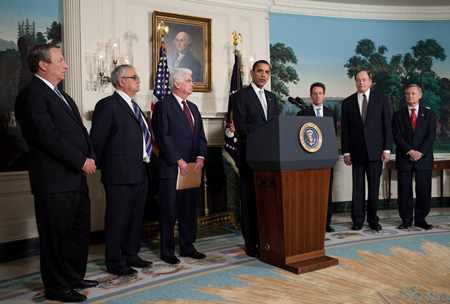
Shelby,Barack Obama e políticos dos Estados Unidos

- Richard Shelby (democrata) - 609.360 votos (50,28%)
- Jeremiah Denton (republicano) - 602.537 votos (49,72%)

Eleição no Senado de 1992:
- Richard Shelby (Democrata) - 1.022.698 votos (66,21%)
- Richard Sallers (republicano) - 522.015 votos (33,79%)

Eleição no Senado de 1998:
- Richard Shelby - 817.973 votos (63,28%)
- Suddith Clayton (democrata) - 474.568 votos (36,72%)

Eleição no Senado de 2004:
- Richard Shelby (republicano) - 1.242.200 votos (67,61%)
- Sowell Wayne (democrata) - 595.018 votos (32,39%)

Eleição mo senado de 2010:

- Shelby 65%